# Velika obročasta linija
Velika obročasta linija (rusko Большая кольцевая линия)) (Linija 11) je linija Moskovske podzemne železnice. Je tretja obročasta linija sistema in poteka izven trenutnega obroča Obročaste linije ter se prekriva z Moskovskim centralnim obročem.
Prvi odsek linije je bil odprt 26. februarja 2018, preostale postaje pa so bile odprte 1. marca 2023. Linija obsega 29 postaj, vključno s tremi bivše Kahovske linije in je dolga 57,5 km, s čimer je najdaljša obročasta linija podzemne železnice na svetu, za 514 m daljša od Linije 10 Pekinške podzemne železnice. Novembra 2017 je mesto ocenjevalo celotne stroške projekta na 501 mrd rubljev, kar je več od zgodnejših ocen v višini 378,9 mrd rubljev.
Linija, ki je bila prej znana kot tretji prestopni obris, je po glasovanju na spletnem portalu "Aktivni državljan" prejela uradno ime  "Bolšaja kolcevaja linija".

## Zgodovina
Po prvotnih načrtih naj bi bila linija dolga 58 km in imela 27 novih postaj.
Celotni projekt naj bi bil zaključen do let 2020–2021. Leta 2018 je bil rok dokončanja premaknjen na leto 2023.
Pet postaj od Petrovskega parka do Delovoga Centra je bilo odprtih 26. februarja 2018. Savjolovska je bila odprta 30. decembra 2018.
Severovzhodni odsek naj bi bil odprt leta 2018, vendar je prišlo do dvoletne zamude in odprt je bil 27. marca 2020 ter 31. decembra 2020. 1. aprila 2021 je bil odprt odsek med Horošjovsko in Mnjovniki. Ta odsek vsebuje tudi del linije od Elektrozavodske do Nižegorodske. 
Obstoječa kratka Kahovska linija s tremi postajami je bila vključena v linijo. Kahovska je bila ponovno odprta 7. decembra 2021 po preureditvi na segmentu do Mnjovnikov. Odsek od Savjolovske do Elektrozavodske in od Kahovske do Nižegorodske je bil odprt 1. marca 2023.